# Svart nysrot
Svart nysrot (Veratrum nigrum) är en art i familjen nysrotsväxter. Den förekommer naturligt från centrala och södra Europa, österut till nordöstra Asien. Arten odlas ibland som trädgårdsväxt i Sverige. 

## Synonymer
- Helonias nigra (L.) Ker Gawl.
- Melanthium nigrum (L.) Thunb.
- Veratrum bracteatum Batalin
- Veratrum nigrum subsp. ussuriense (Loesener) Voroschilov
- Veratrum nigrum var. microcarpum Loesener
- Veratrum nigrum var. ussuriense Loesener
- Veratrum purpureum Salisb. nom. illeg.
- Veratrum ussuriense (Loesener) Nakai.